# Edward Elgar

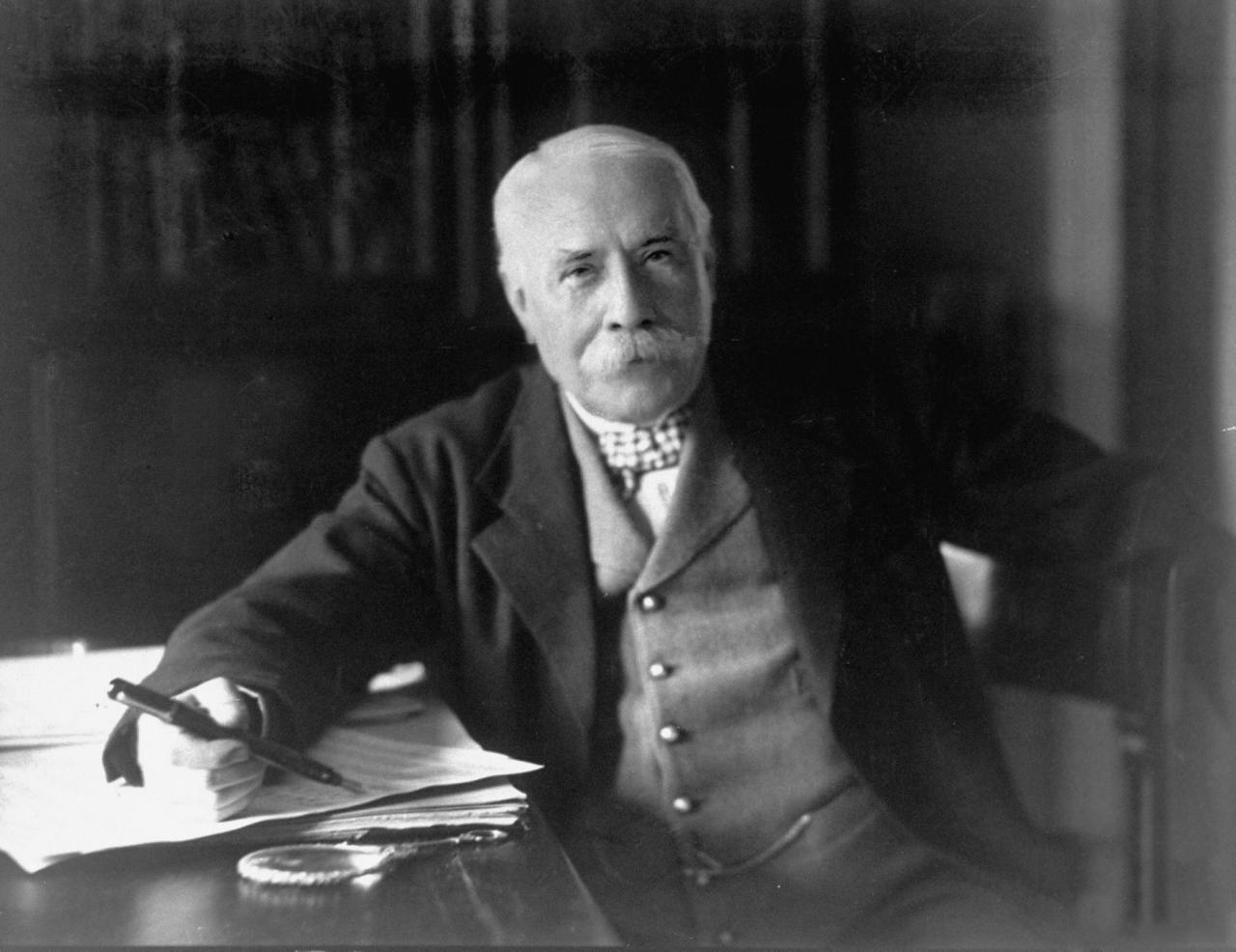
Edward Elgar (1931)

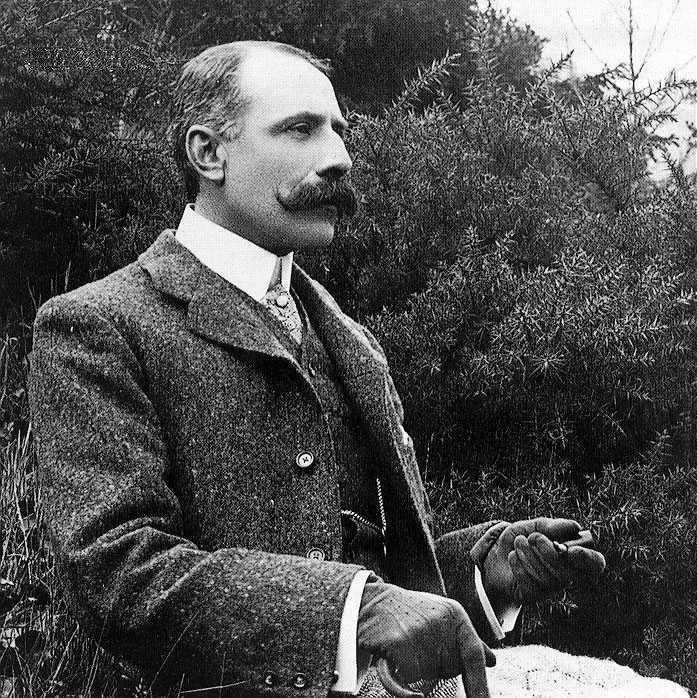
Edward Elgar (um 1905)

Sir Edward William Elgar, 1. Baronet (* 2. Juni 1857 in Broadheath bei Worcester; † 23. Februar 1934 in Worcester) war ein britischer Komponist. Sein bekanntestes Werk ist der Pomp and Circumstance March No. 1. Der Mittelteil ist auch als Hymne Land of Hope and Glory weltbekannt und gilt als die wichtigste inoffizielle Hymne des Vereinigten Königreichs; das Stück ist ein Höhepunkt der alljährlichen Last Night of the Proms.

## Biographie

### Jugend und Ausbildung
Edward Elgar war der Sohn des Musikalienhändlers, Klavierstimmers und Organisten William Henry Elgar (1821–1906) und verbrachte seine ersten Jahre über der elterlichen Musikalienhandlung, dem Elgar Brothers’ Music Shop. Er war das vierte von sieben Kindern. Seine Mutter, Ann Elgar, geborene Greening, war gegen den Willen ihres Vaters zum katholischen Glauben konvertiert und erzog ihre Kinder katholisch.

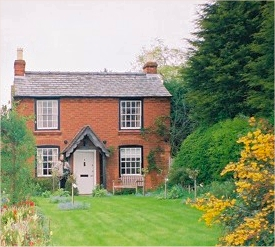
Elgars Geburtshaus, Lower Broadheath

Elgar spielte bereits früh verschiedene Instrumente. Nach kurzer Arbeit bei einem Notar stieg er in das väterliche Geschäft ein. Mit sechzehn Jahren beschloss er, eine musikalische Ausbildung zu absolvieren. 1877 wurde er in den Worcester Glee Club aufgenommen und wurde der Leiter der neuen Worcester Amateur Instrumental Society. Er leitete die Proben und begann, Fagott zu spielen. Er stellte ein atypisches Bläserquintett mit den vorhandenen Musikern auf, bestehend aus zwei Flöten, Oboe, Klarinette und Fagott, wobei er häufig das Fagott spielte. Es spielte unter dem Namen „The Sunday Band“ oder „The Brothers Wind“. Die Kammermusik für diese Besetzung schrieb er selbst, einfache und gefällige Gebrauchsmusik zur sonntäglichen Aufführung. Er beschrieb diese Musik 1905 in einem Interview in The Strand Magazine

“In the early days of which I have been speaking five of us established a wind quintet. We had two flutes, an oboe, a clarionet, and a bassoon, which last I played for some time, and afterwards relinquished it for the ’cello. There was no music at all to suit our peculiar requirements, as in the ideal wind quintet a horn should find a place and not a second flute, so I used to write the music. We met on Sunday afternoons, and it was an understood thing that we should have a new piece each week. The sermons in our church used to take at least half an hour, and I spent the time composing the thing for the afternoon. It was great experience for me, as you may imagine, and the books are all extant, so some of that music still exists. We played occasionally for friends, and I remember one moonlight night stopping in front of a house to put the bassoon together.”

„In den frühen Tagen, von denen ich sprach, setzten sich fünf von uns zu einem Bläserquintett zusammen. Wir hatten zwei Flöten, eine Oboe, eine Klarinette und ein Fagott. Letzteres spielte ich einige Zeit selbst, bis ich es später zugunsten des Cellos aufgab. Es gab überhaupt keine Musik, die zu unseren eigenartigen Bedürfnissen gepasst hätte, da in einem idealen Bläserquintett ein Horn zu finden sein sollte und keine zweite Flöte; deshalb schrieb ich meist die Musik. Wir trafen uns an den Sonntagsnachmittagen, und es war eine selbstverständliche Sache, dass wir jede Woche ein neues Stück hatten. Die Predigten in unserer Kirche dauerten üblicherweise mindestens eine halbe Stunde, und ich verbrachte die Zeit damit, das Stück für den Nachmittag zu komponieren. Es war eine große Erfahrung für mich, wie Sie sich vorstellen können, und da die Bücher noch alle vorhanden sind, gibt es einige dieser Musikstücke noch immer. Gelegentlich spielten wir für Freunde, und ich erinnere mich an eine Mondnacht, in der ich vor einem Haus stand, um das Fagott zusammenzusetzen.“

Zu den frühen Werken zählt die Promenade mit Titeln wie Madame Tussaud oder Waxworks.
1877 nahm Elgar in London Violinunterricht bei Adolf Politzer; als Komponist war er Autodidakt. 1880 stieß der Geiger und Freund Karl Bammert zu der Gruppe. Einige Quintette folgten mit Geige statt Zweiter Flöte. Die Gruppe bestand bis 1882.

### Erste Kompositionen
1882 wurde Elgar in Worcester Konzertmeister und 1885 als Nachfolger seines Vaters Organist an der Kirche Saint George. 1889 heiratete er seine Klavierschülerin Caroline Alice Roberts, zog nach Malvern in Worcestershire und lebte danach als freischaffender Komponist. Sie unterstützte ihren Mann bei dessen Arbeit und fungierte als seine „Managerin“. Das Paar bekam eine Tochter, Carice (1890–1970). Er arbeitete 1879 zunächst als Bandmaster des Attendants Orchestra am Country Lunatic Asylum für ein Gehalt von 32 Pfund pro Jahr; zusätzlich gab es fünf Shilling für jede Polka oder Quadrille, die er komponierte.
Seine ersten Kantaten, The Black Knight (1893) und King Olaf (1896), sowie das Oratorium The Light of Life (1896) verschafften ihm Anerkennung, doch der endgültige Durchbruch als Komponist gelang Elgar 1899 mit seinen Enigma-Variationen und ein Jahr später mit dem Oratorium The Dream of Gerontius für das Birmingham Triennial Music Festival. Die Enigma-Variationen, ein großformatiges Orchesterwerk mit 14 Charaktervariationen, symbolisieren in kunstvoll-farbiger Instrumentation jeweils eine persönliche Eigenschaft eines Freundes beziehungsweise einer Freundin des Komponisten und knüpfen an die große Tradition der Orchestervariation in der Musik des 19. Jahrhunderts an.

### Als Komponist etabliert
1904 zum Knight Bachelor geschlagen, wurde Elgar kurz darauf Professor an der Universität Birmingham. Zudem gehörte er dem renommierten Garrick Club an. In den Jahren vor und während des Ersten Weltkriegs schuf Elgar neben patriotischen Stücken drei Kammermusikwerke, das elegische Cellokonzert und das 1910 fertiggestellte Konzert für Violine und Orchester, das er auf Wunsch von Fritz Kreisler komponierte und in die Tradition groß angelegter romantischer Konzerte wie die von Beethoven und Brahms stellte. Es wurde ein großer Publikumserfolg und wird bis heute von führenden Violinisten eingespielt. Mit einer Länge von rund 50 Minuten gehört es zu den längsten Instrumentalkonzerten der Musikgeschichte. Besonders erfolgreich war die 1. Sinfonie, während die 2. Sinfonie weniger beifällig aufgenommen wurde, was möglicherweise an dem introspektiven Finale liegt. Zu den unterschätzten Werken zählt die Orgelsonate G-Dur, die einen wichtigen englischen Beitrag zur virtuosen Orgelsinfonik darstellt und sich von anderen englischen Orgelsonaten (zum Beispiel Basil Harwood, Charles Villiers Stanford) durch eine gleichsam orchestrale Setzweise und das völlige Fehlen von „orgeltypischen“ Elementen wie Choral oder Fuge auszeichnet. 1911 wurde er in den Order of Merit (OM) aufgenommen und 1912 zum assoziierten Mitglied der Académie royale des Sciences, des Lettres et des Beaux-Arts de Belgique gewählt.
Als sein weithin bekanntestes Werk gilt Land of Hope and Glory auf Basis des Pomp and Circumstance March No. 1. Neben Rule, Britannia! und God Save the Queen/King ist es die bekannteste britische Hymne. Unter anderem wird es alljährlich bei der Last Night of the Proms sowie als englische Nationalhymne bei den Commonwealth Games gespielt. Wegen der großen Popularität dieses Werks wurde Elgars musikalisches Schaffen von der Nachwelt – größtenteils zu Unrecht – auf seine patriotischen Werke beschränkt. In seinem Werk Sea Pictures, op. 37 vertonte Elgar die Gedichte mehrerer englischer Dichter sowie ein Gedicht seiner Frau, In Haven.

### Nach dem Ersten Weltkrieg
Der Tod seiner Frau Caroline Alice im Jahr 1920 ließ Elgars Schaffenskraft versiegen. Hinzu kam, dass sein Kompositionsstil in den zwanziger Jahren als altmodisch angesehen wurde. Trotzdem wurde er 1924 zum „Master of the King’s Music“ ernannt. 1928 wurde er als Knight Commander in den Royal Victorian Order (KCVO) aufgenommen. 1929 wurde er als auswärtiges Ehrenmitglied in die American Academy of Arts and Letters gewählt. Am 23. Juni 1931 wurde ihm der erbliche Adelstitel „Baronet of Broadheath in the County of Worcester“ verliehen. 1933 wurde er zum Knight Grand Cross des Royal Victorian Order (GCVO) ernannt. Noch einmal widmete er sich der Komposition mit der Severn Suite. Als er 1934 starb, blieben zwei Werke unvollendet: die 3. Sinfonie und eine Oper, The Spanish Lady. Die Skizzen zu diesen Werken wurden von Anthony Payne beziehungsweise Percy Young ausgearbeitet.
Nach dem Tod seiner Frau zog sich Elgar nach Worcestershire zurück, um mit seinen Hunden das Leben eines Landedelmanns zu führen. Edward Elgar starb im Alter von 76 Jahren an Darmkrebs und wurde neben seiner Ehefrau auf dem Saint Wulstan’s Churchyard in Little Malvern beigesetzt. Sein Baronettitel erlosch bei seinem Tod, da er keine Söhne hinterließ.

### Abseits der Musik

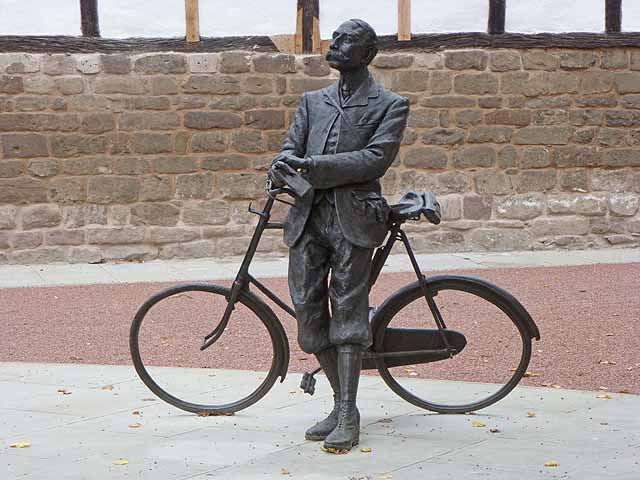
Elgar mit seinem Fahrrad. Denkmal auf dem Gelände der Hereford Cathedral

Schon 1900 hatte Edward Elgar Fahrräder für sich und seine Frau Caroline Alice erworben, seines der Marke Royal Sunbeam nannte er Mr. Phoebus. Mit diesem Rad unternahm er in den folgenden Jahren zahlreiche Touren, die er sorgfältig in Landkarten markierte. In Malvern, einem Ort, den er häufig mit dem Rad ansteuerte, findet seit einigen Jahren regelmäßig der Elgar Vintage Ride statt.
Auch interessierte er sich für Chemie und richtete sich in seinem Haus Plas Gwyn in Hereford, wo er 1904 bis 1911 lebte, ein eigenes Laboratorium ein.
Zudem war Elgar ein begeisterter Anhänger des Fußballclubs Wolverhampton Wanderers, für den er ein eigenes Lied, Banged The Leather for Goal, komponierte, das allerdings erst 2010 erstmals öffentlich aufgeführt wurde.

## Wirken
Edward Elgar wurde gerne von einer neuen Generation Musikinteressierter nach dem Ersten Weltkrieg als erster bedeutender in England wirkender Komponist seit Georg Friedrich Händel bezeichnet, nicht zuletzt weil seine Musik als „unenglisch“ galt. Als Symphoniker verband er kosmopolitische Attitüde mit englischer Melodieverwurzelung und unterscheidet sich nicht zuletzt durch seine Instrumentierungskunst von seinen Zeitgenossen Charles Villiers Stanford, Hubert Parry oder Henry Walford Davies. Er wurde vielfach allzu eingeschränkt nur als Pomp and Circumstance-Komponist und Vertreter einer vergangenen imperialen Epoche gesehen. Doch zeigen seine besten Werke einen Tonsetzer von bemerkenswertem musikalischem Empfindungsreichtum. Verdienstvoll ist auch seine Wiederbelebung der Gattung des Oratoriums.

## Ehrungen
1991 wurde der Asteroid (4818) Elgar nach ihm benannt. Bereits seit 1961 tragen die Elgar Uplands, ein Gebirgszug auf der westantarktischen Alexander-I.-Insel, seinen Namen.
Sein Porträt zierte bis 2007 die 20-Pfund-Banknote.
Ein auf dem Severn verkehrendes Flusskreuzfahrtschiff trägt den Namen Edward Elgar.

## Dorabella-Chiffre
Einem Brief, den Elgar an die mit der Familie Elgar befreundete Dora Penny (1874–1964) schrieb, legte er einen Zettel mit einer offenbar verschlüsselten Botschaft bei. Einen Entschlüsselungsvorschlag des als Dorabella-Chiffre bekannten Codes legte erst 112 Jahre später der Australier Tim S. Roberts vor.

## Werke
Sinfonien:
- Sinfonie Nr. 1 As-Dur op. 55 (1908)
- Sinfonie Nr. 2 Es-Dur op. 63 (1911)
- Sinfonie Nr. 3 c-Moll op. 88 (nur Skizzen, 1932/33; eine von Anthony Payne erstellte Rekonstruktion wurde 1998 uraufgeführt)

Konzerte:
- Violinkonzert h-Moll op. 61 (1910)
- Cellokonzert e-Moll op. 85 (1919)
- Klavierkonzert op. 90 (nur Skizzen, 1909–1932, eine von Robert Walker erstellte Ausarbeitung wurde 1997 uraufgeführt)

Weitere Orchesterwerke:
- The Wand of Youth, 2 Suiten op. 1 (1907–1908)
- Three Characteristic Pieces op. 10 (1899)
- Sursum corda op. 11 (1894)
- Froissart. Ouvertüre op. 19 (1890)
- Serenade e-Moll für Streicher op. 20 (1892)
- Imperial March op. 32 (1897)
- Enigma, Variations on an Original Theme (Enigma-Variationen) op. 36 (1899)
- Pomp and Circumstance Marches Nr. 1–5 op. 39 (1901–1907)
- Cockaigne (In London Town) Ouvertüre op. 40 (1901)
- Dream Children op. 43 (1902)
- Introduktion und Allegro für Streichquartett und Streichorchester op. 47 (1905)
- In the South (Alassio). Ouvertüre op. 50 (1904)
- Elegy für Streicher op. 58 (1909)
- Coronation March op. 65 (1911)
- Falstaff. Sinfonische Studie op. 68 (1913)
- Sospiri für Streicher, Harfe und Orgel op. 70 (1914)
- Polonia. Sinfonisches Prelude op. 76 (1915)
- Severn Suite für Blechbläser op. 87 (1930)

Kammermusik:
- Salut d’amour für Violine und Klavier, op. 12 (1888; 1889 orchestriert)
- Chanson de nuit, Chanson de matin op. 15 (1897; orchestriert 1899/1901)
- La Capricieuse für Violine und Klavier, op. 17 (1891)
- Etudes caractéristiques für Violine op. 24 (1892)
- Violinsonate e-Moll op. 82 (1918)
- Streichquartett e-Moll op. 83 (1918)
- Klavierquintett a-Moll op. 84 (1919)

Kammermusik für Holzbläser:
- Wind Quintets (2 flutes, oboe, clarinet, bassoon), Vol. 1:
  - Peckham March, Harmony No. 1
  - Harmony No. 2, Andante con variazioni (Evesham Andante)
  - Harmony No. 3 (first version)
  - Harmony No. 3 (second, unfinished version)
- Wind Quintets, Vol 2:
  - Promenades 1–3 (No. 2 titled Madame Tussauds or Waxworks), Menuette (Glee Club), Adagio Cantabile (Mrs. Winslow’s Soothing Syrup), Shed 4,
  - Promenades 4–6 (Somniferous, Skip, Hell and Tommy).
- Mixed Quintets (2 flutes, oboe, clarinet in C, violoncello), Vol. 1,
- Mixed Quintets (2 flutes oboe clarinet in C, violoncello), Vol. 2: Gavotte (Alphonsa Gavotte), Sarabande & Gigue, 5 Intermezzi,
- Sextet (2 flutes, oboe, clarinet in C, violin, violoncello) ,
- Harmony No. 1, second version (2 flutes, oboe, clarinet in C, bassoon/cello, mit violin part)
- Promenades 4 & 5, second version (2 flutes, oboe, clarinet in C, bassoon/cello, mit violin Stimme)

Klavierwerke:
- Sonatina (1889; 1931 bearbeitet)
- Konzertallegro (1901)
- In Smyrna (1905)

Orgelwerke:
- Eleven Vesper Voluntaries op. 14 (1890)
- Orgelsonate G-Dur op. 28 (1895)

Chorwerke mit Orchester:
weltliche Werke
- The Black Knight. Kantate op. 25 (1889–1892)
- Scenes from the Saga of King Olaf. Kantate op. 30 (1894–1896)
- The Banner of St George. Ballade op. 33 (1895)
- Caractacus. Kantate op. 35 (1897–1898)
- Coronation Ode op. 44 (1901–1902/1911)
- The Music Makers. Ode op. 69 (1912)
- The Spirit of England op. 80 (1915–1917)

geistliche Werke
- The Light of Life (Lux Christi). Oratorium op. 29 (1896)
- The Dream of Gerontius. Oratorium op. 38 (1899–1900)
- The Apostles. Oratorium op. 49 (1902–1903)
- The Kingdom. Oratorium op. 51 (1901–1906)

liturgische Werke mit Orchester (alternativ mit Orgel ausführbar)
- Te Deum & Benedictus op. 34 (1897)
- O hearken thou op. 64 (1911)
- Great is the Lord op. 67 (1912/1913)
- Give unto the Lord op. 74 (1914)

weitere Chorwerke
- Spanish Serenade op. 23 (1891; 1892 orchestriert)
- Two Partsongs op. 26 (1894; 1903 orchestriert)
- From the Bavarian Highlands für Chor und Klavier op. 27 (1895; 1896 orchestriert)
- Five Partsongs from the Greek Anthology op. 45 (1902)
- Four Choral Songs op. 53 (1907)
- Two Choral Songs op. 71 (Nr. 1: The Shower, Nr. 2: The Fountain) (1914)
- Death on the Hills op. 72 (1914)
- Two Choral Songs op. 73 (Nr. 1: Love’s Tempest, Nr. 2: Serenade) (1914)
- zahlreiche weitere Chöre

Orchesterlieder:
- Sea Pictures für Alt und Orchester op. 37 (1897–1899)
- Liederzyklus nach G. Parker op. 59 (1909–10)

Klavierlieder:
- 3 Lieder op. 16 (1885–1894)
- 2 Lieder op. 31 (1895–1900)
- 2 Lieder op. 41 (1901–1902)
- 2 Lieder op. 60 (1909–10; 1912 orchestriert)
- zahlreiche weitere Lieder

Bühnenwerke:
- Grania and Diarmid. Schauspielmusik op. 42 (1901)
- The Crown of India. Imperial masque op. 66 (1911–1912)
- The Starlight Express. Schauspielmusik op. 78 (1915)
- The Sanguine Fan. Ballett op. 81 (1917)
- Arthur. Schauspielmusik (1923)
- Beau Brummel. Schauspielmusik (1928)
- The Spanish Lady. Oper op. 89 (unvollendet)